# Eleição municipal de Cuiabá em 1996
A eleição municipal de Cuiabá em 1996 ocorreu em 3 de outubro do mesmo ano, para a eleição de um prefeito, um vice-prefeito e mais 21 vereadores. O prefeito na época era José Meirelles (PSDB) e seu mandato terminara em 31 de dezembro daquele ano. Roberto França (PSDB) foi eleito prefeito de Cuiabá, governando a cidade pelo período de 1º de janeiro de 1997 a 31 de dezembro de 2000.

## Candidatos
|  | Nº | Candidato(a) a prefeito | Candidato(a) a prefeito                                 | Candidato(a) a vice-prefeito | Candidato(a) a vice-prefeito                      | Coligação |
|  | -- | ----------------------- | ------------------------------------------------------- | ---------------------------- | ------------------------------------------------- | --- |
|  | 40 |                         | Ali Veggi Atala (PSB) Ali Veggi Atala                   |                              | Não disponível                                    | Partido não coligado - Partido Socialista Brasileiro (PSB) |
|  | 11 |                         | Bia Spinelli (PPB) Beatriz Helena Bressane Bia Spinelli |                              | Não disponível                                    | Partido não coligado - Partido Progressista Brasileiro (PPB) |
|  | 44 |                         | Edson Santanna da Silva (PRP) Edson Santanna da Silva   |                              | Não disponível                                    | Partido não coligado - Partido Republicano Progressista (PRP) |
|  | 14 |                         | Joaquim Sucena (PTB) Joaquim Sucena Rasga               |                              | Não disponível                                    | não conhecido - Partido Trabalhista Brasileiro (PTB) - Partido do Movimento Democrático Brasileiro (PMDB) - Partido da Frente Liberal (PFL) - Partido Social Democrático (PSD) - Partido Social Trabalhista (PST) - Partido da Reconstrução Nacional (PRN) - Partido Liberal (PL) |
|  | 45 |                         | Roberto França (PSDB) Roberto França Auad               |                              | Roberto Nunes (PSDB) Carlos Roberto Santana Nunes | não conhecido - Partido da Social Democracia Brasileira (PSDB) - Partido Socialista Brasileiro (PSB) - Partido Democrático Trabalhista (PDT) - Partido dos Trabalhadores (PT) - Partido Comunista do Brasil (PCdoB) - Partido Verde (PV)                                          |

## Resultado da eleição
| 1º Turno 3 de outubro de 1996 | 1º Turno 3 de outubro de 1996 | 1º Turno 3 de outubro de 1996 | 1º Turno 3 de outubro de 1996 |
| Candidato(a)                  | Vice                          | Votação                       | Votação                       |
| Candidato(a)                  | Vice                          | Total                         | Porcentagem                   |
| ----------------------------- | ----------------------------- | ----------------------------- | ----------------------------- |
| Roberto França (PSDB)         | Roberto Nunes (PSDB)          | 103.312                       | 56,36%                        |
| Joaquim Sucena (PTB)          | Não disponível                | 35.426                        | 19,33%                        |
| Bia Spinelli (PPB)            | Não disponível                | 35.121                        | 19,16%                        |
| Edson Santanna da Silva (PRP) | Não disponível                | 5.964                         | 3,25%                         |
| Ali Veggi Atala (PSB)         | Não disponível                | 3.478                         | 1,90%                         |
| Total de votos válidos        | Total de votos válidos        | 183.301                       | 100,00%                       |
| Votos apurados                |                               |                               |                               |
| Votos válidos                 | Votos válidos                 | 183.301                       | 88,70%                        |
| Votos em branco               | Votos em branco               | 3.536                         | 1,71%                         |
| Votos nulos                   | Votos nulos                   | 19.825                        | 9,59%                         |
| Total de votos apurados       | Total de votos apurados       | 206.662                       | 100,00%                       |
| Eleitores                     |                               |                               |                               |
| Comparecimento                | Comparecimento                | 206.662                       | 78,46%                        |
| Abstenções                    | Abstenções                    | 56.742                        | 21,54%                        |
| Total de eleitores            | Total de eleitores            | 263.404                       | 100,00%                       |

## Vereadores eleitos
| Número | Vereadores                           | Partido | Votação | Percentual |
| ------ | ------------------------------------ | ------- | ------- | ---------- |
| 15611  | EDEVALDO FERREIRA DA CUNHA           | PMDB    | 2.279   | 1,22       |
| 14666  | JOAO ANTONIO CUIABANO MALHEIROS      | PTB     | 1.964   | 1,05       |
| 15666  | WILSON CELSO TEIXEIRA                | PMDB    | 2.680   | 1,44       |
| 12667  | AURELIO AUGUSTO GONCALVES DA SILVA   | PDT     | 2.530   | 1,36       |
| 12666  | BENEDITO SANTANA DE ARRUDA           | PDT     | 2.623   | 1,41       |
| 11661  | CAIO CESAR DE ANDRADE                | PPB     | 2.138   | 1,15       |
| 45678  | CARLOS BRITO DE LIMA                 | PSDB    | 4.209   | 2,27       |
| 13610  | IVAN LUIZ EVANGELISTA                | PT      | 1.503   | 0,81       |
| 40640  | JOAO BATISTA DE OLIVEIRA LEMOS       | PSB     | 1.624   | 0,87       |
| 12612  | LAUDNIR LINO                         | PDT     | 3.309   | 1,78       |
| 33655  | LUECI RAMOS DE SOUZA                 | PMN     | 1.820   | 0,98       |
| 45699  | LUIZ DOMINGOS DE CARVALHO            | PSDB    | 2.042   | 1,10       |
| 14650  | LUIZ MARINHO DE SOUZA BOTELHO        | PTB     | 2.043   | 1,10       |
| 14633  | MARCELO RIBEIRO ALVES                | PTB     | 2.256   | 1,21       |
| 45654  | MARIO ANTONIO MOYSES NADAF           | PSDB    | 2.406   | 1,29       |
| 25699  | MOACIR PIRES DE MIRANDA FILHO        | PFL     | 2.452   | 1,32       |
| 45644  | EDEN CAPISTRANO PINTO                | PSDB    | 1.964   | 1,05       |
| 12650  | EDIVA PEREIRA ALVES                  | PDT     | 2.470   | 1,33       |
| 12679  | FRANCISCA EMILIA SANTANA NUNES SERRA | PDT     | 2.294   | 1,23       |
| 40604  | RINALDO RIBEIRO DE ALMEIDA           | PSB     | 1.416   | 0,76       |
| 22654  | WILSON ARAUJO COUTINHO               | PL      | 2.059   | 1,11       |